# Hosein Nasr
Seyyed Hosein Nasr (7 de abril de 1933) es un filósofo y ensayista iraní, estudioso de la religión comparada, el sufismo, la filosofía de la ciencia y la metafísica. Actualmente es profesor de Estudios Islámicos en la George Washington University.

## Biografía
Nasr nació el 7 de abril de 1933 en el mediodía iraní, de una familia originaria de Kashán. Su padre, Seyyed Valliallah, fue un físico allegado a la familia real persa del momento y uno de los fundadores de la educación moderna en Irán. También es pariente del filósofo Ramin Jahanbegloo. Habla y escribe fluidamente persa, inglés, francés, alemán, español y árabe.
Tras sus estudios primeros en Teherán, fue enviado a los Estados Unidos a los trece años, y allí prosiguió sus estudios con resultados brillantes hasta el punto de obtener el premio de excelencia en la escuela superior, lo que le abrió las puertas a la facultad de física del MIT en Boston. Allí estudió con Giorgio de Santillana y otros prestigiosos docentes en disciplinas metafísicas y filosóficas. Tras su licenciatura hizo masters en geología y geofísica en la Universidad de Harvard y un doctorado en historia de la ciencia y la filosofía en esta misma universidad.
A los veinticinco años Nasr terminó de escribir su primer libro, Science and Civilization in Islam. Su tesis de doctorado fue publicada en 1964 por la Harvard University Press con el título An Introduction to Islamic Cosmological Doctrines.
A fines de los sesenta volvió a Irán y enseñó en la Universidad de Teherán, donde ejerció como decano de la facultad de Literatura y vicerrector académico entre 1968 y 1972. Enseñó en la Universidad Arya Mehr (hoy, Universidad Tecnológica Sharif), de la que fue designado rector en 1972. Al tiempo, estudiaba pensamiento islámico con los filósofos Alamé Tabatabaí, Seyyedd Abolhasán Qazviní y Seyyed Mohammad Kazem Assar.
La emperatriz Farah Pahlaví encomendó a Nasr la presidencia de la Academia Imperial de Filosofía de Irán, primera institución académica en ser establecida de acuerdo con los principios intelectuales de la escuela tradicionalista. La academia hospedó las actividades de Nasr, Tabatabaí, William Chittick, Kenneth Morgan, Sachiko Murata, Toshihiko Izutsu y Henry Corbin. Producto destacado de esta escuela es la obra de Tabatabaí El islam chií.
La Revolución islámica obligó a Nasr a emigrar a los Estados Unidos. Allí ofreció su trabajo a numerosas universidades, entre ellas la de Princeton y la de California del Sur, para planificar y expandir los estudios islámicos e iranistas en el ámbito académico. Enseñó en la Universidad George Washington.

## Obra y pensamiento
Es recurrente en la obra de Nasr el examen de las relaciones entre ciencia y religión, en particular la islámica, y ya su disertación doctoral trataba el tema. En su primer libro, An Introduction to Islamic Cosmological Doctrines, describió la aproximación al estudio de la naturaleza efectuado en grandes figuras del mundo islámico, mientras que en su trabajo siguiente, Science and Civilization in Islam (1968), introduce al lector en el significado de la ciencia a través del contexto de la religión islámica. Una de sus obras más apreciadas y difundidas ha sido Islamic Science: An Illustrated Study (1976), primer libro que introduce a la ciencia y la filosofía por medio de ilustraciones y diagramas.
En sus obras posteriores trata otro tema recurrente: la relación del hombre con la naturaleza y la consecuente crisis espiritual del hombre moderno. Nasr se refiere al impacto devastador del hombre moderno sobre la naturaleza y también al fenómeno de la secularización. Contrapone a esta tendencia moderna una alternativa, presente en la ciencia islámica, que no puede prescindir de un elemento trascendental como es el Dios único. Por este concepto la unidad de la naturaleza y del hombre debe ser considerada una premisa metafísica a priori. Nasr tiende a presentar una visión holística del universo a la cual corresponde una epistemología.
Al presentar las ciencias islámicas Nasr ha hallado las causas de su decadencia en el reduccionismo, en el materialismo y en el racionalismo, que rechazan la componente teológica en la visión jerárquica del universo.
Ha compuesto cincuenta libros y quinientos artículos sobre ciencia islámica, religión y sociedad en cuatro lenguas. Muchas de sus contribuciones sobre religión comparada han aparecido en la revista Studies in Comparative Religion.

## Obras principales
- Islam and the plight of Modern Man (1975)
- Ideals and Realities of Islam (1975)
- An Introduction to Islamic Cosmological Doctrines (1978)
- Living Sufism (1980)
- Knowledge and the Sacred (1981), elaborado a partir de sus Gifford Lectures (online)
- Islamic Life and Thought (1981)
- Islamic Art and Spirituality (1981)
- Sufi Essays (1991)
- The Need for a Sacred Science (1993)
- Religion and the Order of Nature. Oxford University Press. 1996. ISBN 9780195108231.
- Man and Nature: The Spiritual Crisis in Modern Man (1997), (Hombre y naturaleza: la crisis espiritual del hombre moderno. Editorial Kier. 1982. ISBN 9789501700626.)
- The Garden of Truth: The Vision and Promise of Sufism, Islam's Mystical Tradition (2007)
- The Essential Frithjof Schuon: Selected and Edited by Seyyed Hossein Nasr ISBN 0-941532-92-5
- Three Muslim Sages (il suo primo libro)
- An Introduction to Islamic Cosmological Doctrines. SUNY Press. 1993. ISBN 9780791415153.
- Science and Civilization in Islam ISBN 1-930637-15-2
- Islamic Science: An Illustrated Study ISBN 1-56744-312-5
- Man and Nature ISBN 1-871031-65-6
- Religion and the Order of Nature. Oxford University Press. 1996. ISBN 9780195108231.
- The Heart of Islam: Enduring Values for Humanity ISBN 0-06-009924-0, (El corazón del Islam. Editorial Kairós. 2008. ISBN 9788472456495.)
- Ideals and Realities of Islam
- Beacon of Knowledge - Essays in Honor of Seyyed Hossein Nasr (Fons Vitae libri) 2003 ISBN 1-887752-56-0
- History of Islamic Philosophy Parte I and Parte II Edito da Seyyed Hossein Nasr e Oliver Leaman
- Islamic Philosophy from its Origin to the Present: Philosophy in the Land of Prophecy ISBN 0-7914-6799-6
- William C. Chittick, ed. (2007). The Essential Seyyed Hossein Nasr. World Wisdom. ISBN 9781933316383.

### Artículos y biografía
- The Seyyed Hossein Nasr Foundation Archivado el 9 de mayo de 2008 en Wayback Machine.
- CV de Hosein Nasr
- Biografía de Sayyed Hossein Nasr Archivado el 29 de septiembre de 2011 en Wayback Machine. por Ibrahim Kalin
- George Washington University, homenaje a Seyyed Hossein Nasr
- Islam y ecología - Nasr Archivado el 7 de febrero de 2012 en Wayback Machine.
- El significado espiritual del yihad Archivado el 29 de abril de 2015 en Wayback Machine. Por Seyyed Husein Nasr. Revista Alif Nûn nº 54, noviembre de 2007.
- Intelecto e intuición: su relación desde la perspectiva islámica Por Seyyed Husein Nasr

### Media
- Encounters with Islam and Nature Archivado el 7 de octubre de 2008 en Wayback Machine.. Intervista scaricabile con Nasr riguardante all'Islam e alla società. 15-giugno-2007.
- Nasr su PBS Archivado el 10 de noviembre de 2008 en Wayback Machine.
- In The Beginning Was Consciousness. 2003 Lettura alla Harvard University.
- Development and Muslim Societies (enlace roto disponible en Internet Archive; véase el historial, la primera versión y la última).. Lettura alla World Bank.
- Unlearning Intolerance. Conference alle Nazioni Unite su Islamophobia.
- Pilgrimage: The Heart of Islam. Lettura alla Washington National Cathedral.
- This is America - Show 925. Intervista televisiva a Seyyed Hossein Nasr su Google video.
- Controversy over the Pope's Remarks. Intervista radiofónica su The Diane Rehm Show.

- Datos: Q471041
- Multimedia: Seyyed Hossein Nasr / Q471041